# 風花 (小野大輔のアルバム)
『風花』（かざはな）は、小野大輔の1作目のフルアルバムである。2009年2月25日、Lantisより発売、キングレコードより販売された。品番は初回限定盤はLACA-35858、通常盤はLACA-5858。

## 概要
- 小野にとって初のフルアルバムで、前年シングルとしてリリースされた「雨音」、『真夏のスピカ」の他に前作『ひねもす』に収録された楽曲の一部が再収録されている、なお「雨音」のカップリング曲である「Sunday in the rain」は未収録である。
- 新曲以外の曲は既に録ってあったものをリミックスしたものである。
- タイトルの「風花」とは晴天時に雪が風に舞うように降る、気象現象のことである。
- 初回限定盤には「真夏のスピカ」、「春空」のPVを収録したDVDが付いている。

## 収録曲
1. 春空
  - 作詞・作曲・編曲：渡辺拓也
  - テレビ埼玉『アニたま』エンディングテーマ（2009年3月分）
2. ノスタルジア
  - 作詞：ゆうまお、作曲：黒須克彦、編曲：菊谷知樹
  - 前作『ひねもす』収録曲
3. プリズム
  - 作詞・作曲・編曲：渡辺拓也
  - 「雨音」カップリング曲
4. 宙〜そら〜
  - 作詞：小野大輔、作曲・編曲：渡辺拓也
  - 「真夏のスピカ」カップリング曲
5. シアワセナリス
  - 作詞・作曲：ゆうまお、編曲：菊谷知樹
  - 前作『ひねもす』収録曲
6. リアルのない世界
  - 作詞・作曲・編曲：渡辺拓也
7. ダイアモンドダスト
  - 作詞・作曲・編曲：渡辺拓也
8. 雨音
  - 作詞：渡辺拓也、作曲：山田智和、編曲：渡辺拓也
  - テレビ埼玉『アニたま』エンディングテーマ（2008年3月分）
9. 真夏のスピカ
  - 作詞・作曲・編曲：渡辺拓也
  - テレビ埼玉『アニたま』エンディングテーマ（2008年9月分）
10. 「ありがとう」
  - 作詞・作曲・編曲：渡辺拓也